# Тарковский, Михаил Александрович
Михаил Александрович Тарковский (род. 24 октября 1958, Москва) — русский писатель, поэт, биолог, охотник.

## Биография
Родился в 1958 году в Москве в семье кинорежиссёра Александра Витальевича Гордона (1931—2020) и лингвиста Марины Арсеньевны Тарковской (1934—2024). Внук поэта Арсения Тарковского, племянник режиссёра Андрея Тарковского.
В 1976 году поступил в Московский государственный педагогический институт имени В. И. Ленина на специальность «география и биология». Окончив институт в 1981 году, 5 лет работал на Енисейской биостанции ИЭМЭЖ АН СССР в посёлке Мирное в Туруханском районе Красноярского края. Опыт работы на этой биостанции отражён в повести «Отдай моё» (2003). С 1986 года — штатный охотник Южно-Туруханского госпромхоза, позже охотник-арендатор в селе Бахта Туруханского района.
По инициативе Михаила Тарковского в селе Бахта построен храм и открыт музей. Осенью 2010 года Храм Исповедников и Новомучеников Российских собран из соснового сруба, изготовленного в поселке Великая Губа в Медвежьегорском районе Карелии. 23 сентября 2010 года храм освящён первый раз. 30 июля 2014 года храм освящён епископом Норильским и Туруханским Агафангелом. Историю строительства деревянной церкви в Бахте Тарковский описал в очерке «Путешествие русского храма». Идея музея возникла в 2013 году, в его основе лежит коллекция предметов таёжного быта, собранная Тарковским. Открытие «Музея таёжных традиций — традиционных промыслов Сибири» состоялось 16 июня 2020 года.
Главный редактор альманаха «Енисей» (Красноярск).
Себя М. А. Тарковский вместе с Захаром Прилепиным и Андреем Антипиным относит к писателям патриотического направления. В марте 2022 года он поддержал военное вторжение России в Украину. Летом 2023 года Михаил Тарковский ездил в прифронтовую зону на Донбассе.

## Семья
- Первая жена — Наталия Валерьевна Моралёва (9 июля 1956[16]—19 октября 2011), зоолог, кандидат биологических наук, в 1998 году возглавила созданный по её инициативе Фонд развития экотуризма «Дерсу Узала»[17], её памяти посвящена повесть М. Тарковского «Что скажет солнышко?»[18]
  - Дочь — Наталия Михайловна Тарковская (род. 5.07.1986), пишет стихи.
  - Сын — Николай Михайлович Тарковский (род. 29.12.1988)
- Вторая жена — Татьяна Николаевна Тарковская (урождённая Баймундузова, род. 24 мая 1977), журналистка, радиоведущая, поэтесса, автор сборников стихотворений «Вне круга» (2003), «Стихотворения» (2009)[19][20], с мая 2012 года живёт в Бахте вместе с мужем, в семье двое детей от первого брака Татьяны[21].
  - Сын — Ермак Михайлович Тарковский (род. 30 мая 2017[22])
- Сестра — Екатерина Александровна Тарковская, киноактриса, переехала в Мюнхен, выйдя замуж за немецкого гражданина Игоря Ясеневского, сейчас живёт в Москве[23]. Двое сыновей Михаил (1998 г.р.) и Андрей (1999 г.р.)[24]

## Творчество
Писал стихи, потом перешёл на прозу. Рассказы и повести публиковались в журналах «Новый мир», «Юность», «Москва», «Наш современник», «Литературная учёба», «Согласие», «Ветер», «Октябрь», «Новая Юность», «День и ночь».

## Книги
- Стихотворения. М., «Терра-Тек», 1991
- За пять лет до счастья. М., «Хроникер», 2001[27]
- Замороженное время. М., «Андреевский флаг», 2003
- Тойота-креста. Новосибирск, ИД «Историческое наследие Сибири», 2009
- Енисей, отпусти!. Новосибирск, ИД «Историческое наследие Сибири», 2009
- Замороженное время. Новосибирск, ИД «Историческое наследие Сибири», 2009[28]
- Полёт совы. М., Издательство «Э», 2018
- 42-й до востребования. — Тобольск: Общественный благотворительный фонд «Возрождение Тобольска», 2023. — 470 с. — ISBN 978-5-98178-153-7.

## Фильмы
- «Счастливые люди». Документальный сериал, 2005. Автор идеи[29][30].
- «Замороженное время». Документальный фильм, 2014. Автор идеи и текста.
- «Выбор». Документальный фильм, 2024. Автор сценария.

## Премии
- Финалист литературной премии имени Ивана Петровича Белкина (2003)[31][32]
- Лауреат премии журнала «Наш современник»[33]
- Лауреат премии сайта «Русский переплёт»[33]
- Лауреат литературной премии «Ясная Поляна» в номинации «XXI век» (2010)
- Лауреат Патриаршей литературной премии за вклад в развитие отечественной литературы (2019)[34][35]

## Интервью
1. Михаил Тарковский. Время излома // Интервью еженедельнику «Литературная Россия». № 40. 2017-11-17
2. «Сидя в лесу, страну не поймешь». Интервью для «Вечернего Красноярска».
3. «Енисей не отпускает». Интервью на «Еxpert.ru».
4. Писатель Михаил Тарковский о жизни в глубинке, своем творчестве и судьбах России Интервью на «Lenta.ru»
5. Алексей Тарасов. Михаил Тарковский: «Это только кажется, что именно тебе труднее». // Новая газета. 30 мая 2014
6. Михаил Тарковский • Защита края. март 2023 года. 48 минут